# Сью Эллен Юинг
Сью Эллен Юинг (англ. Sue Ellen Ewing) — персонаж длительного американского телесериала «Даллас». Роль Сью Эллен исполняла актриса Линда Грей начиная с пилотного эпизода, вышедшего 2 апреля 1978 года, по финал сериала-возрождения, транслировавшийся 22 сентября 2014 года.. Сью Эллен Юинг является одной из двух ведущих женских персонажей телесериала, повествующего о жизни богатой семьи Юингов в городе Даллас, штат Техас. Линда Грэй играла свою роль на протяжении двенадцати из тринадцати сезонов сериала, а покинула его в финальном эпизоде двенадцатого сезона под названием «Reel Life». Тем не менее она вернулась в шоу спустя год, в финальном эпизоде «Conundrum Part II» и в двух последующих телефильмах: «Джей Ар возвращается» (1996) и «Война Юингов» (1998), а также в специальном документальном фильме-воссоединении «Примирение Далласа: Возвращение в Саутфорк» (2004) .
Сюжетные линии Сью Эллен в первых сезонах акцентировались на её проблемах с алкоголем и ухудшающихся отношениях с мужем, Джей Аром. Финал второго сезона был посвящён рождению их с Джей Аром сына Джона Росса Юинга III. В то же время её отношения с мужем были не всегда гармоничными. В процессе развития сериала персонаж прогрессировал и стал независимым от своего мужа-тирана акционером в компании WestStar Oil, а позже кинопродюсером и владельцем бренда нижнего белья Valentine Lingerie. Позже персонажа часто называли одним из самых интересных на телевидении в восьмидесятые годы, а сама Грэй описала Сью Эллен как оригинальную «Отчаянную домохозяйку». В 2011 году The Huffington Post включил Сью Эллен в свой список ста самых запоминающихся женских персонажей в истории телевидения.
За исполнение роли Сью Эллен, Линда Грэй была номинирована на премию «Эмми» в категории «Лучшая женская роль в драматическом сериале» в 1981 году, а также дважды на «Золотой глобус» в категории «Лучшая актриса в телесериале — драма» в 1980 и 1981 годах, а также получила ряд других наград и номинаций. В 2010 году кабельный канал TNT начал разработку одноимённого продолжения «Далласа». Продолжение в основном сосредоточено на новом поколении Юингов, включая сына Сью Эллен — Джона Росса Юинга III, при участии ключевых героев оригинального сериала. В одноимённом телесериале 2012 года Линда Грэй вернулась к своей роли Сью Эллен Юинг, которая на начало сериала является кандидатом на пост губернатора Техаса.

## История развития

### Кастинг и история создания
Когда Линда Грей изначально пробовалась на роль Сью Эллен Юинг, персонаж был лишь фоновым героем. Как позже рассказывала сама актриса, ей нужно было работать практически как статист и не было никакой необходимости даже для формального прослушивания. Тем не менее Грэй прошла формальное импровизационное прослушивание по телефону, так как роль не считалась достаточно важной чтобы устраивать полноценный кастинг актёров, хотя позже актриса сказала, что на роль также претендовала Мэри Фрэнн. Виктория Принсипал была брюнеткой, а Мэри Фрэнн — блондинкой и продюсеры изначально хотели иметь визуальный контраст между двумя героинями, но директор по кастингу решил Грэй более подходит на роль. В конечном счете уже в процессе развития первого сезона из пяти эпизодов персонажу начало уделяться больше экранного времени. Когда началось производство второго сезона, благодаря хорошим отзывам в прессе, Линда Грэй была включена в основной состав сериала, а её персонаж стал одной из главных героинь шоу .
После восьмилетнего пребывания в шоу, Грэй, заключая новый контракт, захотела стать одним из продюсеров сериала. Руководство канала не хотело расширять штат продюсеров сериала, а Грэй отказывалась продлевать контракт без повышения до продюсера и хотела покинуть сериал, однако Ларри Хэгман пригрозил руководству уйти из шоу вместе с Грэй. После совместного ультиматума Грэй и Хэгмана продюсерам пришлось согласиться с их требованиями чтобы не потерять двух ведущих актёров проекта. Позже по контракту Грэй имела право выступать в качестве режиссёра сериала и снимала по два эпизода в каждом из последующих сезонов. Грэй решила покинуть сериал в конце двенадцатого сезона. Её уход стал неожиданностью для зрителей, а агент актрисы сказал, что после одиннадцати лет в шоу, она хотела заниматься другими проектами.
В 2010 году кабельный канал TNT, сестринская компания Warner Bros. Television, которому принадлежит оригинальный сериал, начал разработку одноимённого продолжения «Далласа». Продолжение в основном сосредоточено на новом поколении Юингов, включая сына Сью Эллен — Джона Росса Юинга III, хотя Сью Эллен, Джей Ар и Бобби Юинг наравне с новым поколением появляются в сериале. Спустя годы, Линда Грэй вернулась в обновленный «Даллас» в своей роли Сью Эллен.

### Характеристика
В начале сериала Сью Эллен не имела выраженной позиции в сериале, она не была положительным, так Пэм и Бобби, или же отрицательным героем, как Джей Ар. Во втором сезоне сценаристы расширили сюжетные линии с персонажем, сделав её более драматичным и глубоким героем, в особенности страдающем от алкоголизма.
На протяжении большей части сериала Сью Эллен страдала от эмоционального насилия её мужем, Джей Аром, который был основным антагонистом шоу. Линда Грэй в одном из своих интервью описывала свою героиню как «Одного из самых интересных персонажей восьмидесятых и как оригинальную Отчаянную домохозяйку». В первую очередь персонаж достиг известности благодаря своим пристрастиям к алкоголю, а также психическим неврозам. В 2011 году Грэй в интервью Digital Spy на вопрос какая сюжетная линия Сью Эллен ей больше всего нравилась, актриса ответила, что алкоголизм.

## Сюжетные линии

### Оригинальный сериал
История знакомства Сью Эллен и Джей Ара началась в 1967 году, когда она выигрывает звание «Мисс Техас», а он является судьей на конкурсе. 15 февраля 1970 года они женятся, однако через несколько лет их отношения ухудшаются, в основном из-за многочисленных измен Джей Ара и его незаинтересованности в Сью Эллен. В 1978 году у Сью Эллен начинается роман с врагом Джей Ара — Клиффом Барнсом. Вскоре после этого Сью Эллен узнает, что беременна и считает, что Клифф является отцом ребёнка, потому что у них с Джей Аром к тому времени почти не было супружеских отношений. Хотя она любит Клиффа, она боится уйти от мужа-тирана и начинает пить во время беременности. Беспокоясь о безопасности своего будущего ребёнка, Джей Ар отправляет Сью Эллен в лечеблицу в 1979 году, однако та в тайне продолжает пить и выйдя из клиники попадает в автомобильную аварию, в ходе чего у неё рождается ребёнок, Джон Росс Юинг III. После рождения сына Сью Эллен впадает в глубокую депрессию и не проявляет интереса к ребёнку .
Вскоре Сью Эллен начинает роман с родео-ковбоем Дасти Фэрлоу и вступает в общество анонимных алкоголиков, а после все же находит в себе силы заняться воспитанием своего ребёнка. После того как Клифф проводит экспертизу по установлению отцовства Джона Росса, тест показывает, что биологическим отцом является Джей Ар. Тем временем Сью Эллен готовится бросить мужа ради Дасти, однако он погибает в авиакатастрофе и из-за этого она вновь возвращается к алкоголю. В 1981 году Сью Эллен узнает, что Дасти на самом деле жив, но стал калекой в результате авиакатастрофы. Тем не менее, Сью Эллен уходит от мужа, забрав сына, из-за любви к Дасти, и поселяется вместе с ним на ранчо его отца Клейтона. Сью Эллен разводится с Джей Аром и оставляет себе Джона Росса, но её отношения с Дасти в конечном итоге заходят в тупик, когда тот решает вернуться к своей работе родео-ковбоя .
Сью Эллен затем возвращается в Даллас с сыном и вновь начинает роман с Клиффом Барнсом. Когда об этом узнает Джей Ар, он ревнует её и решает судиться за право опеки над Джоном Россом. В 1982 году Сью Эллен и Джей Ар вновь вступают в брак, но их счастье недолговечно, Сью Эллен вскоре застает его в постели с нефтяным магнатом Холли Харвуд (Лоис Чайлз). Тем не менее она решает остаться его женой, но в первую очередь формально. В 1983 году Сью Эллен начинает встречаться со студентом Питером Ричардсом (Кристофер Аткинс), а в следующем году у неё случается выкидыш, но она не знает кто же был отцом ребёнка. Когда Джей Ар узнает о романе Сью Эллен с Питером, он сфабриковывает обвинение в хранении наркотиков против него, шантажируя тем самым его навсегда покинуть Даллас.
В 1986 году Сью Эллен уходит в бизнес, купив долю с компании по производству нижнего белья. Она предлагает последней на тот момент любовнице Джей Ара, Мэнди Уингер (Дебора Шелтон), многообещающую карьеру в качестве модели в своей фирме, тем самым убрав её с дороги. Она на время примеряется с Джей Аром, хотя тот вскоре находит новую любовницу, Кимберли Крайдер (Ли Тейлор-Янг). Она решает вновь уйти от мужа, но ему удается переманить Джона Росса на свою сторону, после отправив в закрытую школу-интернат. Сью Эллен вместе со своим новым возлюбленным — Николасом Пирсом решают противостоять Джей Ару, требуя чтобы он сказыл где прячет Джона Росса. Между Джей Аром и Николасом начинается драка, в результате которой Джей Ар скидывает его с балкона и тот погибает.
В 1988 году Сью Эллен разводится с Джей Аром во второй раз. Решив отомстить ему, она решает снять фильм о их совместной жизни, с помощью сценариста Дона Локвуда. У неё с Доном начинаются отношения и в 1989 году Сью Эллен переезжает с ним в Лондон. В 1991 году Джей Ар узнает, что Сью Эллен вышла замуж за Дона, а Джон Росс живёт с ними. В заключительном эпизоде сериала, во сне Джей Ара, Сью Эллен является к нему как успешная актриса, состоящая в браке с Николасом Пирсом. В телефильме 1996 года Сью Эллен с сыном возвращается в Даллас после развода с Доном, когда узнает, что Джей Ар якобы погиб. Узнав, что он жив, Сью Эллен возвращается в нему, однако узнав, что он инсценировал свою смерть чтобы управлять семейством, она решает отомстить ему, став партнёром по бизнесу Бобби в «Юинг Оил».

### Сериал-возрождение
В телесериале-продолжении Сью Эллен стала одной из самых влиятельных женщин Далласа. Она руководит множеством благотворительных компаний по сбору средств и имеет много связей с влиятельными людьми Техаса. Её успех и множество сторонников привели её к возможности баллотироваться на пост Губернатора штата Техас. Несмотря на успехи в карьере, Сью Эллен сожалеет, что не смогла стать хорошей матерью Джону Россу и пытается исправить свои ошибки помогая ему. Увидев впервые за много лет Джей Ара, между ними все ещё есть романтическая напряженность и настальгия, однако Сью Эллен не хочет больше связываться с ним и сконцентрирована на карьере и сыне. Хотя Сью Эллен и является одним из основных персонажей, в первом сезоне она была не столь заметна по мнению некоторых обозревателей, так как персонаж был слишком идеализирован и ей не хватало изъянов, как в оригинальном сериале.
Во втором сезоне Сью Эллен проигрывает выборы после того как Харрис Райленд подставляет её. Это приводит к тому, что она начинает помогать Джону Россу захватить власть в Ewing Energies, сперва подставляя Элену Рамос и отбирая после её долю в компании, а после идет против Бобби и Кристофера. После того как Джей Ар умирает в седьмом эпизоде, сердце Сью Эллен оказывается разбитым и она вновь начинает пить спустя более двадцати лет трезвости. Ей приходит письмо от Джей Ара, которое он написал незадолго до смерти. В этом письме он заявляет, что Сью Эллен была его самой большой любовью и он просит у неё дать ему ещё один шанс. Читая письмо у гроба Джей Ара, Сью Эллен, убитая горем заявляет, что она с радостью бы с ним воссоединилась и после говорит, что он был любовью всей её жизни. Критик сайта TV Fanatic Кристина Орландо назвала реакцию Сью Эллен и её последующий монолог на похоронах наиболее драматичной в эпизоде J.R.'s Masterpiece, а Линда Грэй получила особую похвалу за свою игру в эпизоде.

## Приём
Линда Грэй получила хорошие отзывы от критиков и была номинирована на премию «Эмми» за лучшую женскую роль в драматическом телесериале в 1981 году за свою роль в сериале. Она также дважды номинировалась на «Золотой глобус» в категории «Лучшая актриса в телесериале — драма» в 1980 и 1981 годах и получила ряд других наград и номинаций. Критики же отмечали яркий образ героини и в особенности реалистичные отношения с Джей Аром.